# School Rumble
School Rumble (яп. スクールランブル Суку:ру Рамбуру, с англ. — «Школьный переполох») — японская сёнэн-манга, созданная Дзином Кобаяси. Манга выходила в журнале Shonen Magazine в период с 22 октября 2002 года по 23 июля 2008 года. Все 345 глав были впоследствии объединены в 22 танкобона издательством Kodansha. С 20 августа 2008 года по 20 мая 2009 года в Magazine Special публиковалась параллельная история под названием School Rumble Z. Сюжет School Rumble повествует об отношениях между учениками средней школы и фокусируется на любовном треугольнике между Кэндзи Харимой, Тэммой Цукамото и Одзи Карасумой. Для достижения комичного эффекта реалистичность сериала часто опускается.
Манга School Rumble приобрела популярность, и на её основе было создано несколько адаптаций. По телеканалу TV Tokyo с октября 2004 года по апрель 2005 года транслировалось 26-серийное аниме. В декабре 2005 года увидело свет короткое OVA-дополнение School Rumble: Extra Class, состоящее из двух серий. Второй сезон сериала School Rumble: 2nd Semester транслировался с апреля по сентябрь 2006 года. Две OVA-серии School Rumble: Third Semester поставлялись в комплекте с 21-м и 22-м томами манги. Также на основе оригинальной манги было создано три видеоигры: две для приставки PlayStation 2 и одна для PlayStation Portable; два романа лайт-новел (автор — Хироко Токита, иллюстратор — Дзин Кобаяси), опубликованных в апреле 2004 года и в декабре 2007 года; четыре официальных справочника, проиллюстрированных автором оригинального произведения при поддержке редакторов.
Компания Del Rey Manga опубликовала мангу School Rumble в переводе на английский язык. В данном издании издательство сохранило традиционный порядок записи японских имён, чтобы предотвратить игру слов с именами персонажей. Компания Funimation выпустила два сезона аниме и серию Extra Class в английском переводе. Сериал был переведён на несколько других языков, однако две последних серии, видеоигры и справочники за пределами Японии не выпускались.
Манга была положительно принята японскими читателями; несколько томов занимали места в чартах продаж. Английский перевод оказался менее популярен, но, тем не менее, он несколько раз фигурировал в списках TOP-100, а в 2008 году занял 145-е место в классификации общих продаж манги. Обозреватели, рецензировавшие английский вариант манги, положительно отзывались о ней, похвалив Кобаяси за его стиль рисунка и чувство юмора в произведении. Вместе с тем манга подвергалась и критике за несколько отдельных шуток и скучный сюжет. Аниме-адаптация, имевшая коммерческий успех в Японии, была позитивно встречена как критиками, так и автором оригинальной манги. По мнению сторонников фэнсаба, намерение компании Media Factory активно добиваться признания прав интеллектуальной собственности на School Rumble негативно повлияло на франшизу и уровень продаж сериала в Северной Америке.

## Сюжет
School Rumble — романтическая комедия, сюжет которой вращается вокруг повседневной жизни учеников класса 2-C вымышленной средней школы Ягами, а также их друзей и членов семей. Главная героиня Тэмма Цукамото, ничем не примечательная старшеклассница, тайно влюблена в Одзи Карасуму, который учится с ней в одной школе. На второй год обучения в старшей школе они становятся одноклассниками, и Тэмма получает шанс признаться в своих чувствах, однако не может преодолеть свою робость. Пытаясь переломить ситуацию, девушка придумывает различные способы стать ближе с Карасумой, однако все они терпят крах.
Поглощённая своими переживаниями, Тэмма не замечает взглядов другого своего одноклассника — бывшего хулигана Кэндзи Харимы, который давно влюблён в неё и посещает школу только ради того, чтобы быть рядом с ней. Как и Тэмма, Харима не может признаться в своих чувствах, а всякий раз, когда он набирается мужества сделать это, обстоятельства оказываются против него.
Ситуацию любовного треугольника усугубляют возникающие среди учеников недоразумения. Харима знакомится с близкой подругой Тэммы Эри Саватикой; они двое попадают в несколько неловких ситуаций. Позднее он устанавливает дружеские отношения с младшей сестрой Тэммы Якумо Цукамото, которая начинает помогать Хариме рисовать мангу. В его манге изображён герой, спасающий девушку в различных исторических или фантастических реалиях. После того как герой спасает героиню, она всегда влюбляется в него. Отношения Якумо с Харимой приводят к проблемам со старостой класса 2-C Харуки Ханаи, который влюблён в Якумо; из-за одинаковой фамилии сестёр Харима и Ханаи путают их. Хариме удаётся подстроить несколько встреч с Тэммой, однако её отношения с Карасумой не развиваются, а Харима сильно сближается с Эри и Якумо. В конце концов Тэмма набирается храбрости и признаётся Карасуме в своих чувствах, однако вскоре после этого он теряет память. В результате его амнезии у Тэммы появляется цель в жизни — она сосредотачивается на учёбе, чтобы стать доктором и помочь Карасуме.
Хотя сериал School Rumble фокусируется на Хариме и Тэмме, несколько второстепенных персонажей также играют в нём немалую роль. К таковым относятся близкая подруга Тэммы Микото Суо и Акира Такано. По ходу сюжета более подробно раскрываются истории других учеников той же школы и их отношения с окружающими.
Манга School Rumble Z заканчивается церемонией выпуска класса 2-C. Карасума всё ещё страдает от потери памяти. Харима, не определившийся со своими чувствами к Якумо, участвует в церемонии вместе с Эри.

## История создания
Дзин Кобаяси начал создание своего первого произведения School Rumble в 2002 году. В 2006 году на аниме-фестивале Kawaii Kon в Гонолулу автор говорил, что начал писать мангу, так как счёл интересной концепцию, в которой хулиган влюбляется в девушку. По словам Кобаяси, Кэндзи Харима, его любимый персонаж, представлял собой смесь нескольких его друзей и «где-то на 30 %» отражал его собственный характер. Тем не менее, вкладывая собственные чувства в образы женских персонажей, автор отмечал, что второстепенный персонаж Рюхэй Суга в большей степени имеет собственную биографию. Большинство других персонажей основано на воспоминаниях автора о своих бывших одноклассниках; Кобаяси вспоминал, что при работе над персонажами не имел представления о том, какими должны быть их голоса, и только когда при создании аниме-сериала он услышал голоса сэйю, то понял, как они должны звучать. Он также отмечал, что одни персонажи сериала проработаны гораздо лучше, чем другие; отвечая на вопрос поклонников о таинственности Акиры Такано, он признал, что недостаточно проработал сюжетную линию данного персонажа. Кобаяси намеренно избрал важными сюжетными моментами недоразумения, так как считал: «если нет недоразумений, тогда нет и весёлой истории». Он утверждал, что ни одна из его историй не основана на событиях реальной жизни, хотя и признавал возможность некоторых совпадений, не конкретизировав данный момент.
При создании сюжетных линий Кобаяси взаимодействовал с ассистентами. В его задачу входила прорисовка основных иллюстраций для каждой главы манги, затем материал передавался ассистентам для завершения. Будучи автором серии, Кобаяси спроектировал дизайн обложки. Изначально на обложке пятого тома была изображена Акира Такано, но после повторного прочтения Кобаяси заключил, что раз сюжет тома преимущественно посвящён Карэн Итидзё, то она и должна быть изображена на лицевой стороне. На обложке шестого тома был изображён Харима. Кобаяси также создал постер, посвящённый окончанию серии последней главой School Rumble Z.
Кобаяси не предусматривал создание аниме-адаптации по своему произведению и поначалу скептически относился к данной задумке. Согласование и подготовка заняли некоторое время, но автор признал, что был доволен окончательным результатом. После полного просмотра первого аниме автор был изумлён; в интервью он ещё раз вспомнил о своих эмоциях на тот момент, заметив: «Я был невероятно тронут этим. Просто прекрасно.». Кобаяси часто посещал студию, чтобы понаблюдать за процессом создания. Довольный адаптацией своей работы, он поблагодарил съёмочную группу за их усилия, но всё же допустил, что манга School Rumble вероятно не идеальна для преобразования её в формат аниме. В качестве своей любимой серии автор обозначил серию с рыбалкой, при создании которой он принял небольшое участие в озвучке.
Кобаяси позволил сэйю, озвучивавшим его персонажей, свободно интерпретировать реплики героев так, как они считали нужным. В процессе создания актёрский состав часто претерпевал изменения; Ами Косимидзу, озвучивавшая Тэмму, изначально пробовалась на роль Якумо, а в перерыве между съёмками первого и второго сезонов сэйю Карэн Итидзё и Ёко Сасакуры были заменены. Мако Сакурай приняла роль Карэн вместо Юки Нанри, а Ая Хирано заменила Акико Курумадо в роли Ёко.
Упаковка, изготовленная для выпуска аниме School Rumble в Северной Америке по заказу Funimation, напоминала миниатюрный металлический шкафчик, а каждый отдельно выпущенный DVD-диск поставлялся вместе с магнитом. Издание включало в себя сопровождаемые субтитрами интервью с сэйю; все интервью были объединены и записаны на третий DVD-диск первого сезона. В 2007 году перед выпуском аниме компания Funimation организовала конкурс рисунков. В числе главных призов был новый компьютер с программным обеспечением для создания аниме и манги. В Великобритании аниме было выпущено компанией Revelation Films в ограниченном издании, а также в двух стандартных.

## Медиа-издания

### Манга
Дзин Кобаяси написал и проиллюстрировал как оригинальную мангу School Rumble, так и параллельную историю School Rumble Z. School Rumble публиковалась в журнале Weekly Shōnen Magazine компании Kodansha с октября 2002 года по июль 2008 года; всего вышло 345 глав (283 обычных и 62 маркированных), объединённых в 22 тома. Впоследствии манга появилась на страницах журнала Magazine Special, заняв целый номер сезонного выпуска Shōnen Magazine Wonder (яп. 少年マガジンワンダー). Издательством Kodansha в Японии было выпущено собрание манги. Манга School Rumble Z выходила в Magazine Special в период с августа 2008 года по май 2009 года; единственный том манги состоит из 10 глав. Завершающий серию сборник манги был опубликован 17 июня 2009 года.
Для глав манги «School Rumble» применяется особая система маркировки, использующая кроме номера главы, знаки альтерации музыкальной нотации: диез, бемоль и бекар. Главы, в которых описывается основная сюжетная линия манги (касающаяся Тэммы и Харимы), обозначены знаком диеза (♯). Знаком бемоля (♭) помечены главы, описывающие ответвления от основной линии. Единственная глава, обозначенная знаком бекара (♮) входит в седьмой танкобон манги «School Rumble», а также в сезонный выпуск Shonen Magazine Wonder; глава описывает взаимоотношения между всеми главными героями во время метеоритного дождя. В манге School Rumble Z знаком ♮ обозначена каждая глава. Тома манги в формате бункобонов включают в себя дополнительные главы без маркировки музыкальными знаками; каждая дополнительная глава занимает одну страницу, за исключением седьмого тома, дополнение которого состоит из нескольких страниц, на каждой из которых изображена отдельная история.
Переведённая на английский язык манга была лицензирована компаниями Del Rey Manga и Tanoshimi для продаж в Северной Америке и Великобритании соответственно. Произведение также было переведено на другие языки: французский, корейский, китайский и тайский; при этом выпуск манги на немецком языке, планируемый компанией Tokyopop, был отменён в связи с отзывом у неё лицензии на произведение и впоследствии начат компанией Egmont Manga & Anime. Del Rey выпустила первый том манги 28 февраля 2006 года, а 12-й и последний — 28 апреля 2009 года. Как и в издании Kodansha, в переведённой Del Rey манге сначала идут основные сюжетные главы, затем следуют второстепенные. В начале каждого тома присутствует краткое описание сюжета ранних глав, а в конце — секция с переводами терминологии и краткая биография автора. Также в манге сохранён порядок записи японских имён, что было предпринято для предотвращения игры слов с именами персонажей. После закрытия компании Del Rey публикация манги в США прекратилась.

### Аниме
Компанией TV Tokyo оригинальная манга была адаптирована в 26-серийное скетч-шоу и в 5 дополнительных серий к нему. Показ первого сезона в Японии прошёл в период с 5 октября 2004 года по 29 марта 2005 года, а 22 декабря 2005 были выпущены две OVA-серии School Rumble: Extra Class (яп. スクールランブルOVA一学期補習 Суку:ру Рамбуру ОВА Итигакки Хосю:). Второй сезон School Rumble: 2nd Semester (яп. スクールランブル二学期 Суку:ру Рамбуру Нигакки) транслировался со 2 апреля по 24 сентября 2006 года.
Третья часть под названием School Rumble: Third Semester (яп. スクールランブル三学期  Суку:ру Рамбуру Сангакки) была нарисована в форме 24 серии, однако анимирована не была. Вместо неё были выпущены две отдельные минисерии аниме School Rumble: Third Semester, являвшиеся 25-й и 26-й сериями второго сезона. Первые 24 серии следуют сюжету манги, начиная с конца School Rumble: 2nd Semester и до Third Semester; в рекламных видео, размещённых на веб-сайте аниме, подтверждалось, что третий сезон к выпуску не планируется. Серии School Rumble: Third Semester выпускались в комплекте со специальными изданиями 21-го и 22-го томов манги School Rumble, первая серия вышла 17 июля, вторая — 17 сентября 2008 года.
Аниме-сериалы School Rumble, School Rumble: 2nd Semester и School Rumble: Extra Class были позднее лицензированы компанией Funimation для дистрибуции в Северной Америке, в Австралии их лицензировала компания Madman Entertainment, а в Великобритании — Revelation Films. В состав издания от Funimation вошли дополнительные материалы: трейлеры, открывающая и закрывающая заставки без текста, интервью с сэйю Хитоми Набатамэ, Юи Хориэ, Каори Симидзу, Юкари Фукуй и другими. 1 сентября 2009 года Funimation переиздала сериалы School Rumble: First Semester и Extra class в виде единого сборника. Также был переиздан весь сезон 2nd Semester, получивший рейтинг TV-MA (17+). Аниме было переведено на другие языки (в том числе на итальянский, испанский и немецкий), кроме того Funimation выпустила дублированные версии сериалов School Rumble и School Rumble: 2nd Semester в качестве скачиваемого контента, доступного в Интернете. 1 сентября 2008 года началась трансляция первого сезона School Rumble по телеканалу Funimation Channel; по нему же были продемонстрированы аниме School Rumble: 2nd Semester и OVA Extra Class. В 2008 году аниме School Rumble: 2nd Semester было показано на фестивале Future Film (рус. Фильм будущего) в Болонье. В 2012 году студией Crackle были приобретены права на распространение аниме-сериала на сервисе Xbox Live.
Сюжет первого сезона аниме сконцентрирован на Хариме, Карасуме и Тэмме, а также на отношениях Харимы с Саватикой и Якумо. Во втором сезоне задействовано больше второстепенных персонажей. OVA Extra Class сочетает в себе несколько сюжетных веток первого сезона. В Third Semester идёт возврат к главным персонажам. Структура аниме была сравнена рецензентами с сериалом Azumanga Daioh, также отмечалось частичное влияние на него аниме Full Metal Panic? Fumoffu. Говоря об Azumanga Daioh, Гарри Ноулз отмечал, что зритель должен быть поклонником комедийных аниме, чтобы по-настоящему оценить данный сериал, чего нельзя сказать о School Rumble. Местами присутствует намеренное использование нестандартной номенклатуры; название 25-й серии выполнено в качестве набора пиктограмм, тогда как в названии 26-й серии японского оригинала присутствуют 187 символов. Во втором сезоне название 26-й серии состоит из точек.
Повествование аниме School Rumble ведётся по аналогии с мангой — короткие фрагменты истории, изображённые в произведении, не имеют чёткой связи между собой. Демонстрируемое с перспективы собственных персонажей (в особенности, Тэммы и Харимы, идущих на схожие уловки и пытающихся выразить свою любовь), аниме наполнено абсурдным юмором, сочетающим в себе элементы популярной культуры с простыми шутками. Обозреватель Лиза Мари из Anime Today привела в качестве примера гонку на мотоцикле из первой серии. Она отметила, что оценить юмор данной сцены способен любой, даже не ищущий скрытого смысла зритель, а те же, кто знаком с аниме Initial D, способны оценить её совершенно по-новому. Лиза Мари комментирует: «Я полностью признаю сходство этой безумной гонки с сериалом Initial D и его знаменитой AE86».

### Музыка
По аниме было выпущено два саундтрека и пять макси-синглов; они были основаны на открывающей и закрывающей композициях, однако закрывающая тема второго сезона в издания не вошла. Кроме этого, в формате CD были выпущены два drama CD и три радиопостановки. Восемь альбомов с песнями персонажей (каждый альбом посвящён отдельному герою) выпускались в обычном и ограниченном изданиях.
5 декабря 2004 года в «Иокогама Блиц» состоялся концерт School Rumble PRESENTS Come! come! well-come? party (яп. スクールランブル プレゼンツ Come! come! well-come? party), в котором участвовали сэйю, озвучивавшие персонажей сериала. DVD с записью мероприятия поступил в продажу 24 марта 2005 года. Анонсированная ко времени публикации 15-го тома сценическая постановка School Rumble Super Oshibai School Rumble – Osarusan dayo Harima-kun! - (яп. School Rumble スーパーお芝居スクールランブル 〜お猿さんだよ、播磨くん!〜), посвящённая первому сезону, была проведена 21 — 25 июля 2005 года. На DVD она вышла 25 октября того же года. Группа Unicorn Table 7 — 9 декабря 2007 года исполняла песни из аниме на фестивале New York Anime Festival, а 26 апреля 2008 года — в Рочестерском технологическом институте в Нью-Йорке, участвуя в аниме-фестивале Tora-Con.
| №                   | Название                                                   | Автор(ы)                                                | Длительность |
| ------------------- | ---------------------------------------------------------- | ------------------------------------------------------- | ------------ |
| 1.                  | «Scramble (TV size)» (スクランブル(TVサイズ))              | Юй Хориэ, UNSCANDAL                                     | 1:37         |
| 2.                  | «Every Dog Has His Day»                                    | Тосиюки Омори                                           | 7:49         |
| 3.                  | «Boys Will Be Boys»                                        | Тосиюки Омори                                           | 5:23         |
| 4.                  | «School Rumble 4 Ever»                                     | Ами Косимидзу, Хитоми Набатамэ, Юй Хориэ, Каори Симидзу | 3:51         |
| 5.                  | «All's Fair in Love and War»                               | Тосиюки Омори                                           | 4:59         |
| 6.                  | «The Sooner, the Better»                                   | Тосиюки Омори                                           | 3:27         |
| 7.                  | «It Takes Two to Tango»                                    | Тосиюки Омори                                           | 5:38         |
| 8.                  | «Love Is Blind»                                            | Тосиюки Омори                                           | 4:29         |
| 9.                  | «Kimi e ~ Kaze ni Nosete» (君へ〜風にのせて〜)             | Хироки Такахаси                                         | 3:39         |
| 10.                 | «Rome Was Not Built in One Day»                            | Тосиюки Омори                                           | 4:50         |
| 11.                 | «Sanbiki ga Kill»                                          | Тосиюки Омори                                           | 3:15         |
| 12.                 | «Onna no Ko Otoko no Ko» (オンナのコ■オトコのコ(TVサイズ)) | Юко Огура                                               | 1:26         |
| 13.                 | «School Rumble 4 Ever (караоке)»                           | Ами Косимидзу, Хитоми Набатамэ, Юй Хориэ, Каори Симидзу | 3:51         |
| 14.                 | «Kimi e ~ Kaze ni Nosete (караоке)»                        | Хироки Такахаси                                         | 3:36         |
| Общая длительность: | Общая длительность:                                        | Общая длительность:                                     | 57:50        |

### Другая связанная продукция
В Японии были разработаны и выпущены три видеоигры, основанные на сюжете School Rumble. Компания Marvelous Entertainment выпустила первую игру School Rumble: Neru Ko wa Sodatsu (яп. スクールランブル ねる娘は育つ, англ. «School Rumble: Sleep Helps a Girl Grow») для приставки PlayStation 2 21 июля 2005 года. 10 августа 2006 года игра была переиздана в качестве издания классификации «The Best» (рус. Лучший). Японский игровой журнал Famitsū дал игре общую оценку 6,8 и 8,0. 20 июля 2006 года Marvelous Entertainment выпустила вторую игру под названием School Rumble Nigakki Kyōfu no (?) Natsugasshuku! Yōkan ni Yūrei Arawaru!? Otakara o Megutte Makkō Shōbu!!! no Maki (яп. スクールランブル二学期 恐怖の(?)夏合宿! 洋館に幽霊現る!? お宝を巡って真っ向勝負!!!の巻, англ. «School Rumble: 2nd Semester – Summer Training Camp (of fear?)!! Ghost's Appearing in the Western-styled Building!? Fighting Over the Treasure!!!»), также предназначавшуюся для PlayStation 2. По сюжету игры персонажи School Rumble услышали слух о сокровище, спрятанном в особняке. Игра была выпущена в обычном и ограниченном изданиях, в комплект последнего позднее были включены drama CD, мемориальный альбом и несколько обложек. 28 июня 2007 года игра также была переиздана с пометкой «Best Collection». 7 июля 2005 года вышла School Rumble: Nēsan Jiken Desu! (яп. スクールランブル 姉さん事件です!, англ. «School Rumble: Sis, This is serious!»), разработанная компанией Bandai для PlayStation Portable. Согласно сюжету Карасума страдает от случившегося с ним несчастного случая; история фокусируется на Тэмме, но также игрок может брать на себя роли других персонажей, чтобы искать подсказки к разгадке тайны.
Сюжет School Rumble стал основой для двух романов лайт-новел и четырёх справочников. Романы School Rumble: Koi, Shirisomeshi koro ni (яп. スクールランブル〜恋、知りそめし頃に〜) и School Rumble: Me wa Megarodon no Me (яп. スクールランブル〜メはメガロドンのメ〜 School Rumble: Me is Me for Megalodon), написанные Хироко Токитой и проиллюстрированные Дзином Кобаяси, были опубликованы в апреле 2004 года и в декабре 2007 года соответственно. Позднее оба романа были переведены Tong Li Comics на китайский язык. Дзин Кобаяси и его редакторы написали и проиллюстрировали четыре официальных справочника к сериалу:
- School Rumble: Private File[115];
- School Rumble: Official File[116];
- School Rumble: Pleasure File[117];
- School Rumble: Treasure File[118];

Также была создана и другая сопутствующая продукция, среди которой были футболки, статуэтки, ремешки для сотовых телефонов, брелоки и нагрудные значки.

## Разногласия по поводу любительского перевода
В 2004 году компания Media Factory, которой принадлежала лицензия на School Rumble, заявила о недопустимости создания любительских переводов сериала (фэнсаб) и потребовала удаления ссылок на такие переводы. После этого с сайта-каталога AnimeSuki были удалены все ссылки на любительские переводы работ Media Factory, однако группа «Wannabe Fansubs» проигнорировала заявление лицензиата и продолжила создание фанатских переводов. Аниме компании Media Factory стало предметом споров о допустимости любительских переводов. Сторонники считали, что сериал School Rumble способен гораздо быстрее получить английскую лицензию и привлечь внимание широкой публики в том случае, если любительские переводы будут дозволены.

## Продажи и рейтинги
Манга School Rumble успешно продавалась на территории Японии и Северной Америки. В Японии несколько томов занимали места в чартах продаж: 21 июня 2006 года 13-й том занял 9-е место в списке наиболее продаваемой манги недели, на следующей неделе его позиция понизилась до 10-го места; 20 декабря 15-й том занял 4-е место, а на следующей неделе опустился до 10-го; 17-й том по состоянию на 20 июня 2007 года имел 7-е место, затем снизился до 9-го. Манга-продолжение School Rumble Z занимала 18-е место по состоянию на 15 июня 2009 года. Североамериканское издание от Del Rey также имело высокий уровень продаж, который, однако, не превысил японский оригинал. По состоянию на сентябрь 2006 года третий том занимал 99-е место в списке «Top 100 Graphic Novels» (рус. 100 лучших графических романов); 4-й том в том же месяце занимал 96-ю позицию; 5-й том в апреле 2007 года имел 98-е место; 12-й том в ноябре 2008 года занял 141-ю позицию, а к маю 2009 года снизился до 169-го места. В 2008 году вся серия попала в список наиболее продаваемой манги на английском языке и заняла в нём 145-е место.
Аниме-адаптация School Rumble, согласно информации чартов Oricon, также была коммерчески успешной в Японии. Продажи японского DVD-издания сериала First Semester в разных чартах имели разный показатель. Первый выпуск пять раз занимал 15-е место, тогда как 5-й дважды имел 2-е место; три последних издания аниме (с седьмого по девятое) были менее успешны, 8-й том дважды оказывался на самой низкой 45-й позиции. Сезон 2nd Semester хотя и имел высокий уровень продаж, их общий показатель оказался ниже, чем у первого сезона. Позиции большинства DVD-дисков в чартах колебались от 50-х до 70-х мест. Самой высокой позицией первого выпуска было 41-е место, 4-й выпуск имел 49-е место, а 6-й занял низшее 100-е место. OVA Extra Class единожды занимала 66-е место. В опубликованном компанией TV Asahi списке 100 лучших аниме 2006 года сериал занял 97-ю позицию. В июне 2005 года произведение заняло 16-е место в Grand Prix журнала Animage; персонажи Тэмма и Харима заняли аналогичные места в списках женских и мужских персонажей соответственно. В 2009 году аниме заняло 15-е место в списке «Top 50 Anime of the Decade» (англ. 50 лучших аниме десятилетия) по версии сайта Japanator.
DVD с участием сэйю come! come! well-come Party имело в чартах Oricon 177-е место.

## Восприятие критикой

### Манга
Манга была преимущественно положительно воспринята критиками, но вместе с тем подверглась и некоторой критике. Эдуардо М. Чавез из Mania.com в своей рецензии вспомнил о своём первоначальном удивлении названием произведения, которое вызвало у него ассоциацию со сражениями. После ознакомления с первым томом он признал своё предположение ошибочным, сказав, что в манге присутствуют бои совершенно иного типа, и заключив, что название соответствует содержанию. Благоприятно отозвавшись о манге в целом, Чавез счёл рисунок «простым и невпечатляющим». Он подчеркнул, что в первом томе наличествуют несколько повторений, но также положительно отозвался об авторском способе представления новых тем, придающим разнообразие сеттингу. Рецензент похвалил автора за новые способы преподнесения старых тем и не посчитал School Rumble производным произведением. Его высокой отметки удостоились главы с Якумо. Обозревая следующие два тома, Чавез отмечал смесь комедии и романтики, а также «взросление» персонажей; одновременно он сообщил, что хотя лично ему манга и понравилась, она не придётся каждому читателю по вкусу. Джейсон Томпсон в своей книге Manga: The Complete Guide раскритиковал шутки за их «предсказуемость» и поставил манге оценку 2/5.
Сакура Эйрис, другой обозреватель сайта Mania.com, также положительно оценила тома с пятого по шестой и с восьмого по одиннадцатый. Она отметила, что пятый том способен привлечь читателей, которые заинтересовались второстепенными персонажами, и что достойный юмор Кобаяси во второй половине восьмой главы «требует от читателя некоего умственного напряжения». Говоря о десятом томе, она подчеркнула, что хотя Кобаяси применил в произведении многие клише школьного жанра, он внёс достаточное количество сюжетных перипетий, сделав мангу уникальной. Кульминация скорее запутала рецензента, нежели позабавила.
Карло Сантос из Anime News Network противоречиво (но преимущественно положительно) отозвался о манге и поставил второму, третьему, четвёртому и седьмому томам оценку В; девятый том он оценил рангом C. Обозревателю понравился персонаж Харима, он в шутку сравнил его с Франциском Ассизским; также он счёл привлекательными дополнительные главы с Якумо. Одновременно он подверг критике некоторые аспекты рисунка, а при рассмотрении седьмого тома посетовал на устаревший юмор. Отметив прекрасное начало девятого тома, рецензент счёл, что его конец полон повторений, хотя и содержит несколько забавных моментов. Другой обозреватель из Anime News Network Карл Кимлинджер после обзора четырёх томов сказал, что хотя первые тома не развивают сюжет, они не умаляют привлекательности манги; его общая оценка произведения была позитивной. Кимлинджер счёл поздние тома более хорошими и захватывающими, отдельно отметив в качестве исключения несколько романтических моментов.
Чавез похвалил перевод манги от Del Rey за сохранение первоначальной сущности: заголовок, оформление, биографии персонажей и обложки — всё это аналогично японскому оригиналу. Эйрис положительно оценила присутствующие в переведённой манге заметки, позволившие ей лучше понять некоторые детали, хотя впоследствии она отметила, что с ходом сюжета их качество ухудшается.

### Аниме
Как и манга, аниме было положительно встречено прессой, хотя также не избежало критических замечаний; в частности, рецензенты противоречиво отзывались о качестве анимации обоих сезонов и OVA. Негативных отзывов заслужили некоторые шутки и элементы романтики, тогда как английский дубляж и саундтрек были положительно оценены. Позиция многих обозревателей заключалась в том, что хотя отдельные элементы им не нравятся, сериал в целом содержит что-то, что привлекает их; такой итог подвёл Крис Беверидж из Mania.com, писавший:

Истории довольно просты, в них мы наблюдаем вещи, которые ранее видели уже много раз. Однако аниме содержит в себе немало забавы и юмора, пусть даже и знакомого. Некая энергия вкупе с комбинацией разных элементов работают на благо шоу. К тому же нисколько не задевает контраст между некоторыми персонажами.
Оригинальный текст (англ.)The stories are really quite simple as well as being things we've seen done dozens of times before. Yet it manages to infuse it with a great deal of fun and humor even if it is familiar. There's a certain energy here that works in the shows [sic] favor as well as bringing in some different elements in terms of the characters. It also doesn't hurt that several of the characters really are quite dim which is a nice contrast from the usual kind of leads.

Беверидж предупреждал, что так как аниме основано на нелинейном формате манги, оно может поначалу показаться непонятным зрителю, но тем не менее его конец намного превосходит аналог в манге. Рецензент также похвалил аниматора Хадзимэ Ватанабэ за точный перевод авторского дизайна персонажей в формат аниме.
Аниме School Rumble относится к жанру сёнэн, однако Кэтрин Люфер, штатный сотрудник About.com, отнесла сериал к жанру сёдзё. Лиза Мери, обозреватель Anime Today, согласилась с этим мнением, сочтя, что мужская аудитория в особенности может принять жанр сериала за сёдзё. Люфер называет первый DVD «идеальной школьной принадлежностью», а Мери характеризует School Rumble как «ненормальный» и поверхностный сериал, который «использует своих персонажей для нарушения всех правил реализма, к тому же он настолько прямолинеен, что займёт мгновение, чтобы дать понять, что происходящее бессмысленно». Будучи поклонницей жанра, она похвалила аниме за сюрреалистический и разнородный юмор и за «дружественность». По её мнению, не все элементы японского оригинала (в частности, отсылка к Star Wars: Return of the Jedi) делают сериал привлекательным. В обзоре журнала АниМаг отмечалось большое количество заимствований, присутствующих в сериале. По мнению обозревателя, сериал не представляет собой ничего особенного, но способен подарить зрителю множество положительных эмоций. В рецензии TanukiAnime одной из сильных сторон сериала были названы персонажи, особенно Кэндзи Харима. Важность Кэндзи подчёркивал также Ден Полли в обзоре Manga Life, посчитавший, что именно данный персонаж создаёт «школьный переполох».
Обозреватели Anime News Network обнаружили в сериале много положительных моментов, однако Терон Мартин предупредил, что первый DVD-диск следует «смотреть с перерывами, так как просмотр его за один раз убивает клетки мозга»; схожее мнение было высказано Люком Кэрроллом. Карл Кимлинджер комментирует, что «с момента первого сообщения о выходе School Rumble на экраны вы знаете, что наступают хорошие времена». Карло Сантос писал, что «немногие комедии могут похвастаться тем полным безумием, которое присутствует в School Rumble». Он положительно охарактеризовал шестой выпуск за причудливый юмор, но пожаловался на клишированные элементы романтики. Он подытожил, что «хотя этот диск формально является концом первого сезона School Rumble, он просто ставит сериал на паузу, так как последние серии двигаются по кругу сюжета, а не достигают драматической развязки». Обозреватели Mania.com согласились с ним в этом; Дени Мур скептически отнёсся к длительности сериала и с развитием истории терял к ней интерес. Рецензенты IGN Джефф Харрис, Н. С. Дэвидсон и Дэвид Ф. Смит благоприятно оценили аниме, хотя Дэвидсон отметил, что начиная с пятого выпуска звук и дополнительные материалы становятся хуже. Якуб Лота из Czechoslovak Anime E-Zine дал первому сезону оценку 8/10, отметив, что это аниме понравилось ему больше, чем те, что он видел ранее. Положительно оценён был также стиль упаковки от Funimation. Кинокритик Гарри Ноулз писал, что сериал не требует от зрителя знакомства с сюжетными особенностями жанра сёнэн.
Согласно мнению Терона Мартина, OVA School Rumble: Extra Class была создана для преданных поклонников, и перед её просмотром необходимо знакомство с основной серией. Впоследствии он пришёл к выводу, что OVA может послужить образцом основного сериала. Крис Беверидж негативно оценил OVA. Он посчитал, что единственной причиной её создания является обзор всех элементов, «делавших приятным просмотр аниме-сериала, но крайне слабо поданных в данной серии». Тем не менее, обозреватель отметил, что после её просмотра у него всё ещё осталось желание ознакомиться с аниме School Rumble. Кэтрин Люфер согласилась с тем, что зрителям следует сначала познакомиться с основным сериалом, а саму OVA оценила положительно. Отмечая снижение уровня экшна, Люфер не сочла OVA хорошим вступлением к основному сериалу из-за краткости и неопределённости.
Зак Бертши из Anime News Network в анонсе второго сезона писал: «мы полагаем, что если вам нравится School Rumble, то вам обязательно следует посмотреть продолжение». Дэвид Ф. Смит оценил первую часть второго сезона шестью баллами из десяти, ниже всего были оценены дополнения от Funimation. Особенно позитивно Смит оценил несерьёзность аниме и то, что студия не сэкономила на гэгах, что, по заявлению обозревателя, делают другие компании. Тим Джонс из THEM Anime Reviews посчитал второй сезон забавным и лишённым повторений, а Бамбу Донг положительно оценил несоответствие сериала реальной действительности; он также отметил, что сериал в большей степени фокусируется на взаимоотношениях между другими учениками, а не на любовном треугольнике между главными героями. Крис Беверидж посчитал, что данный сезон не следует смотреть в один присест; также он подверг критике упаковку издания Funimation, предпочтя предыдущий дизайн металлического шкафчика. Обозреватели ActiveAnime Рейчел Бентам и Дейви С. Джонс писали, что «второй сезон ещё более безумный и смешной, чем первый»; Джонс также выразил мнение, что зрительская аудитория аниме «колеблется подобно маятнику».

## Комментарии
1. ↑  В Японии фамилия записывается перед личным именем. Средних имён у японцев не предусмотрено.
2. ↑  Японцы обычно обращаются друг к другу по фамилии, за исключением случаев, когда они состоят в близких отношениях (друг, родственник, супруг)
3. ↑  В интервью Каори Симидзу Кобаяси отметил что начал писать сюжет School Rumble четырьмя годами ранее. Первая книга была опубликована в 2002 году, а время проведения интервью совпало с публикацией 15-го тома.
4. ↑  25-я серия сериала School Rumble: First Semester. Когда автор давал интервью, две последних серии Third Semester находились в стадии разработки.